# Fatumea
Fatumea (Fatumean,  deutsch: „roter Berg“) ist ein Suco, Aldeia und der Hauptort des osttimoresischen Verwaltungsamts Fatumean (Gemeinde Cova Lima). Bis 2003 hieß der Suco Alasleten.

## Ortsname
1936 wurde der Ort Fatumea von den Portugiesen in Oliveira umbenannt. Doch der Name setzte sich nicht durch und einige Jahre nach dem Zweiten Weltkrieg kehrte man zum alten Namen zurück.

## Der Ort
Der Ort Fatumea liegt im Südwesten des Sucos, 93 km in Luftlinie südwestlich von der Landeshauptstadt Dili und etwa 28 km nordwestlich der Gemeindehauptstadt Suai in einer Meereshöhe von 877 m.' In direkter Nachbarschaft zu Fohoren liegt der Ort Lebo (Lehu). In Fatumea gibt es eine medizinische Station, einen ausgebauten Hubschrauberlandeplatz und eine Schule zur Vorbereitung auf die Sekundärstufe, die Escola Presecundaria Fatumean.

## Der Suco
Im Suco Fatumea leben 759 Einwohner (2022), davon sind 387 Männer und 372 Frauen. Im Suco gibt es 193 Haushalte. Fast alle Einwohner geben Tetum Terik als ihre Muttersprache an. Eine kleine Minderheit spricht Adabe.
Der Suco liegt im Norden des Verwaltungsamts Fatumean. Südwestlich liegt der Suco Belulic Leten und südlich der Suco Nanu. Im Südosten grenzt Fatumean an das Verwaltungsamt Fohorem mit seinem Suco Dato Rua. Im Norden liegt das indonesische Westtimor. Den Grenzfluss zum Nachbarland bietet der Lelosi, ein Nebenfluss des Tafara. Der Grenze zu Dato Rua entlang fließt der Masai, in der auch der südliche Grenzfluss zu Nanu mündet. Auch der Masai ist ein Nebenfluss des Tafara. Der Lelak entspringt in Fatumea und mündet kurz darauf in den Merak, den Grenzfluss zu Belulic Leten, der schließlich nach Indonesien weiterfließt. An der Überlandstraße, die parallel zur Grenze zu Dato Rua verläuft, liegen auch die beiden weiteren größeren Siedlungen, Aisik und Moata Ulun (Mota Ulun, Motaulan). Zwar führt eine Überlandstraße durch den Süden des Sucos, auch durch Fatumea, doch mussten für die Parlamentswahlen in Osttimor 2007 die Wahlurnen per Hubschrauber zum Wahllokal in der Prä-Sekundarschule gebracht und abgeholt werden.
Vor der Gebietsreform 2015 hatte Fatumea eine Fläche von 56,39 km², bekam aber dann von Belulic Leten ein kleines Territorium westlich des Ortes Fatumea, so dass der Suco heute eine Fläche von 59,84 km² hat.
Im Suco befinden sich die vier Aldeias Fatumea, Lebo, Moata Ulun und Rai Oan.

## Politik

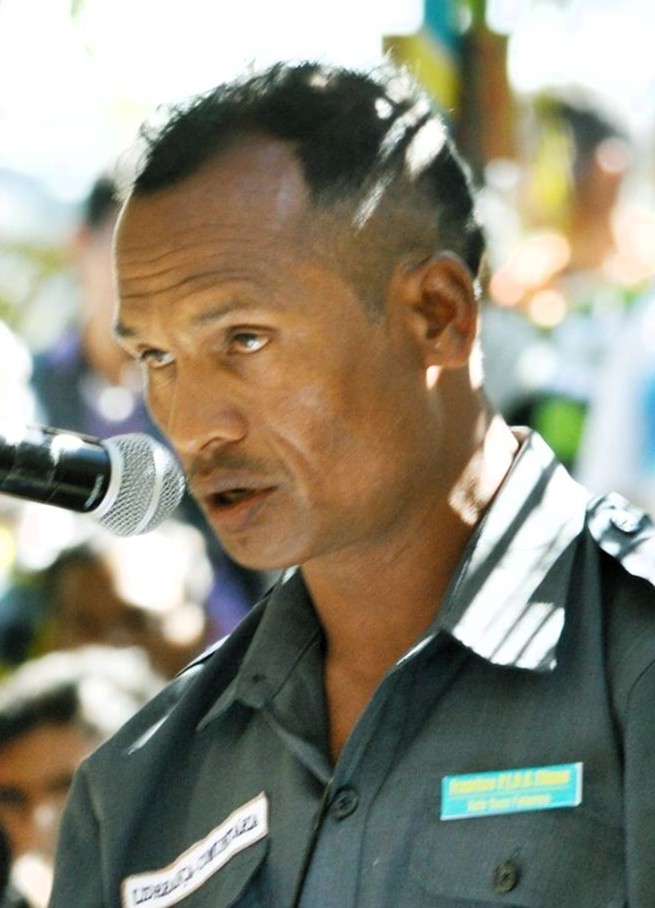
Francisco Paty Jagky Don Bosco (2016)

Bei den Wahlen von 2004/2005 wurde Francisco Paty Jagky Don Bosco Tilman zum Chefe de Suco gewählt und 2009 in seinem Amt bestätigt. 2016 gewann Julio da Costa Nunes.